# Jerzy Newelski
Jerzy Winicjusz Newelski (ur. 12 maja 1932 w Berdyszczu, zm. 17 stycznia 2009 w Łomży) – polski działacz samorządowy, w latach 1978–1982 prezydent Łomży.

## Życiorys
Syn Hipolita i Olgi. Zajmował różne stanowiska w przedsiębiorstwach w mieście, w tym był dyrektorem Państwowego Ośrodka Maszynowego w Łomży. W pierwszej połowie lat 70. przewodniczący Prezydium Powiatowej Rady Narodowej w Łomży. Od 21 listopada 1978 do 31 grudnia 1982 pełnił funkcję prezydenta Łomży. W tym okresie zajmował się m.in. utworzeniem Miejskiego Domu Kultury i budową osiedla „Maria”. W III RP działał w Związku Zawodowym Pracowników Samorządowych Urzędu Miejskiego w Łomży.
Zmarł w wieku 76 lat wskutek choroby nowotworowej. Został pochowany na starym cmentarzu przy ul Kopernika w Łomży.